# Astronautgrupp 15

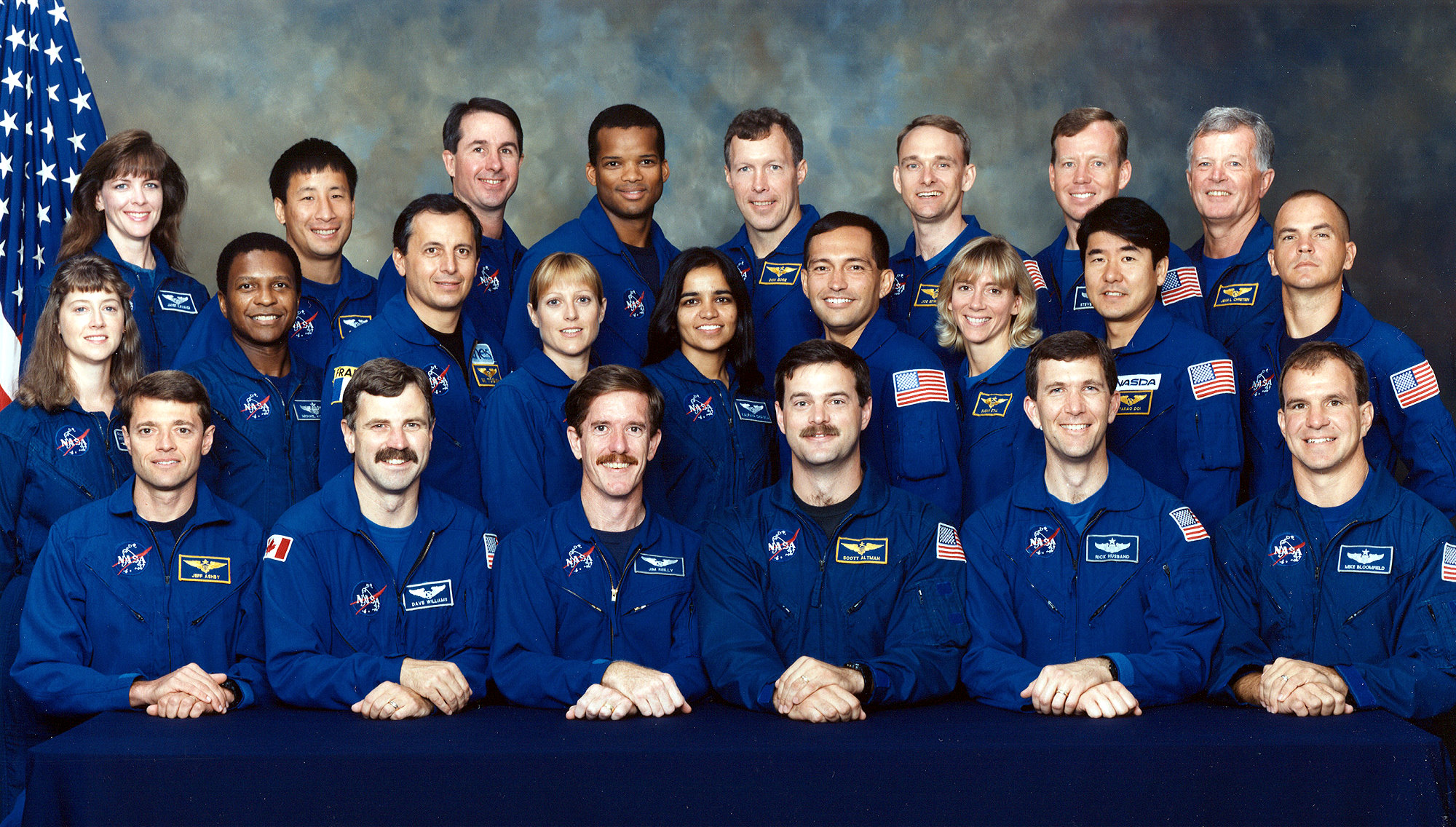
Astronautgrupp 15

Astronautgrupp 15 togs ut den 9 december 1994.

## Rymdfararna
| Namn                  | Flygning                                   | Notering                           |
| --------------------- | ------------------------------------------ | ---------------------------------- |
| Scott Altman          | STS-90, STS-106, STS-109                   |                                    |
| Michael P. Anderson   | STS-89, STS-107                            | Omkom under landningen av Columbia |
| Jeffrey Ashby         | STS-93, STS-100, STS-112                   |                                    |
| Michael J. Bloomfield | STS-86, STS-97, STS-110                    |                                    |
| Kalpana Chawla        | STS-87, STS-107                            | Omkom under landningen av Columbia |
| Robert L. Curbeam     | STS-85, STS-98, STS-116                    |                                    |
| Joe F. Edwards        | STS-89                                     |                                    |
| Dominic L. Gorie      | STS-91, STS-99, STS-108, STS-123           |                                    |
| Kathryn P. Hire       | STS-90, STS-130                            |                                    |
| Rick Husband          | STS-96, STS-107                            | Omkom under landningen av Columbia |
| Janet L. Kavandi      | STS-91, STS-99, STS-104                    |                                    |
| Susan Kilrain         | STS-83, STS-94                             |                                    |
| Steven Lindsey        | STS-87, STS-95, STS-104, STS-121, STS-133  |                                    |
| Edward T. Lu          | STS-84, STS-106, Sojuz TMA-2, Expedition 7 |                                    |
| Pamela Melroy         | STS-92, STS-112, STS-120                   |                                    |
| Carlos I. Noriega     | STS-84, STS-97                             |                                    |
| James F. Reilly       | STS-89, STS-104, STS-117                   |                                    |
| Stephen K. Robinson   | STS-85, STS-95, STS-114, STS-130           |                                    |
| Frederick W. Sturckow | STS-88, STS-105, STS-117, STS-128          |                                    |